# I. e. 46
Évszázadok: i. e. 2. század – i. e. 1. század – 1. század
Évtizedek: i. e. 90-es évek – i. e. 80-as évek – i. e. 70-es évek – i. e. 60-as évek – i. e. 50-es évek – i. e. 40-es évek – i. e. 30-as évek – i. e. 20-as évek – i. e. 10-es évek – i. e. 1-es évek – 1-es évek
Évek: i. e. 51 – i. e. 50 – i. e. 49 – i. e. 48 –  i. e. 47 – i. e. 46 – i. e. 45 –  i. e. 44 – i. e. 43 – i. e. 42 – i. e. 41

## Események

### Róma
- Caius Iulius Caesart (harmadszor) és Marcus Aemilius Lepidust választják consulnak.
- Január 4. - Africában a ruspinai csatában Caesar részlegesen átkelt csapatait megtámadja és visszavonulásra kényszeríti az optimaták serege.
- Április 4. - Caesar döntő vereséget mér az optimatákra a thapsusi csatában. Az optimaták számos elefántot is bevetnek, de a nemrég befogott állatok megvadulnak az ütközetben. A vesztes csata után Marcus Petreius és I. Juba numida király kölcsönösen öngyilkosságot követnek el (Petreius párbajban leszúrja Jubát, majd egy rabszolga segítségével megöli magát).
- Caesar ostrom alá veszi, majd elfoglalja Uticát. A városba szorult ifjabb Cato öngyilkos lesz.
- Caesar diadalmenetet tart Gallia, Egyiptom, Pontosz és Juba fölött aratott győzelmeiért. Ezt követően megöleti a fogságban tartott Vercingetorixot.
- A diadalmenetre Rómába hívják VII. Kleopátra királynőt és testvéreit, XIV. Ptolemaioszt és IV. Arszinoét. Az egyiptomiak Caesar haláláig a városban is maradnak.
- Először rendeznek Rómában naumachiát, tengeri csatát utánzó játékokat. Az ünnepségek utolsó napján Caesar felavatja a Forum Iuliumot, a Basilica Iuliát és Venus Genetrix templomát.
- Caesar főpapként naptárreformot hajt végre és bevezeti a julián naptárat, amely ezután több mint 1600 évig érvényben marad a nyugati világban. November és december között két ideiglenes hónapot iktat be, így ez az év 445 napig tart.
- Novemberben Caesar légióival Hispaniába vonul, hogy leverje Pompeius fiainak lázadását.

## Születések
- Antipatrosz, Heródes fia
- Publius Quinctilius Varus, római hadvezér
- Lucius Seius Strabo, római katona, a praetoriánus gárda vezetője

## Halálozások
- Vercingetorix, az arvernusok királya
- Ifjabb Cato, római politikus
- Quintus Caecilius Metellus Pius Scipio, római politikus
- Marcus Petreius, római politikus
- I. Juba, numida király
- Lucius Afranius, római hadvezér

## Fordítás
- Ez a szócikk részben vagy egészben  a(z)   46 av. J.-C. című francia Wikipédia-szócikk ezen változatának fordításán alapul.  Az eredeti cikk szerkesztőit annak laptörténete sorolja fel. Ez a jelzés csupán a megfogalmazás eredetét és a szerzői jogokat jelzi, nem szolgál a cikkben szereplő információk forrásmegjelöléseként.